# Tōrō
Tōrō (灯籠 o 灯篭, 灯楼?) es el nombre de una linterna japonesa hecha  de piedra, madera o metal, tradicional del Extremo Oriente.

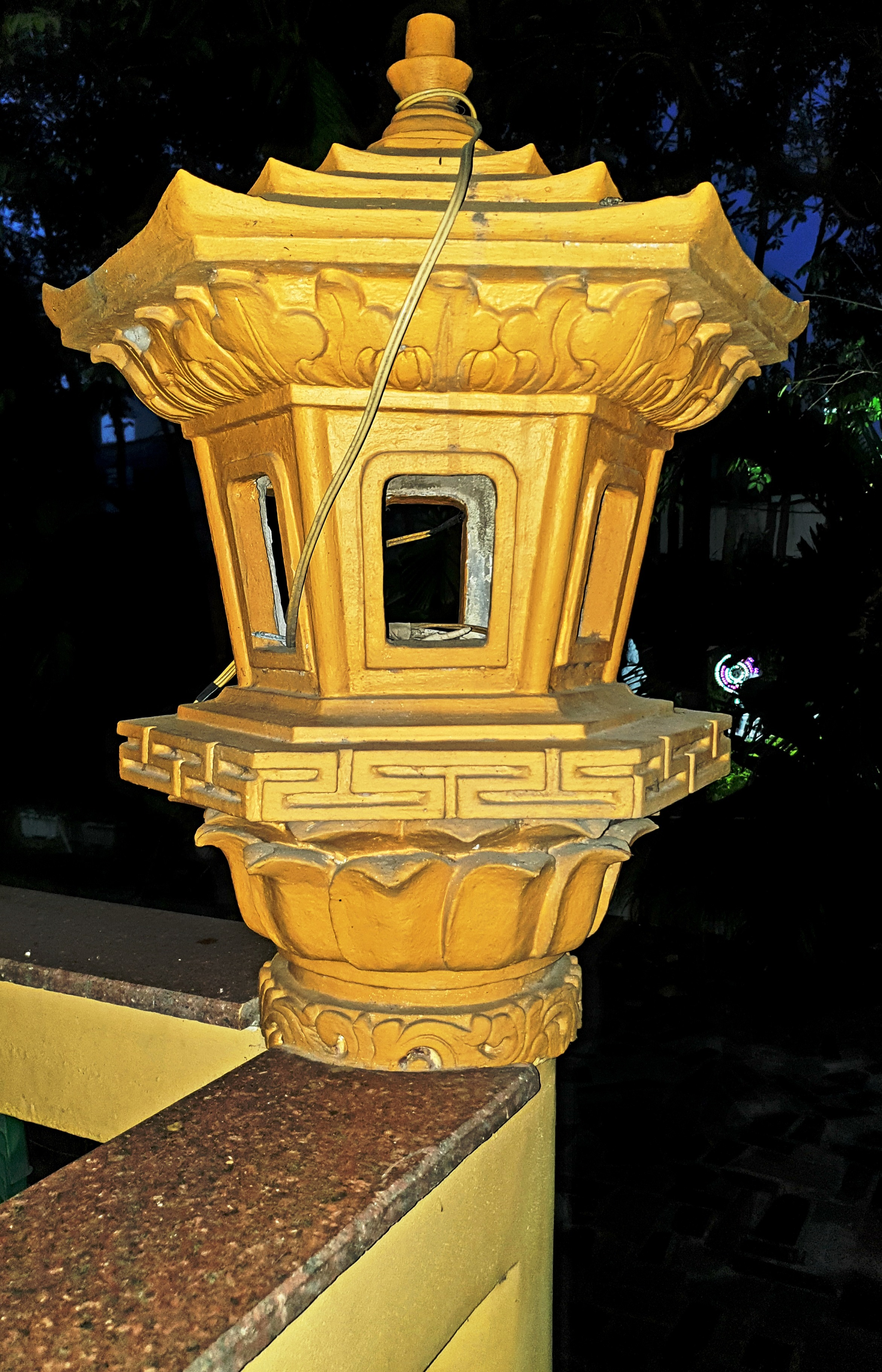
Tōrō

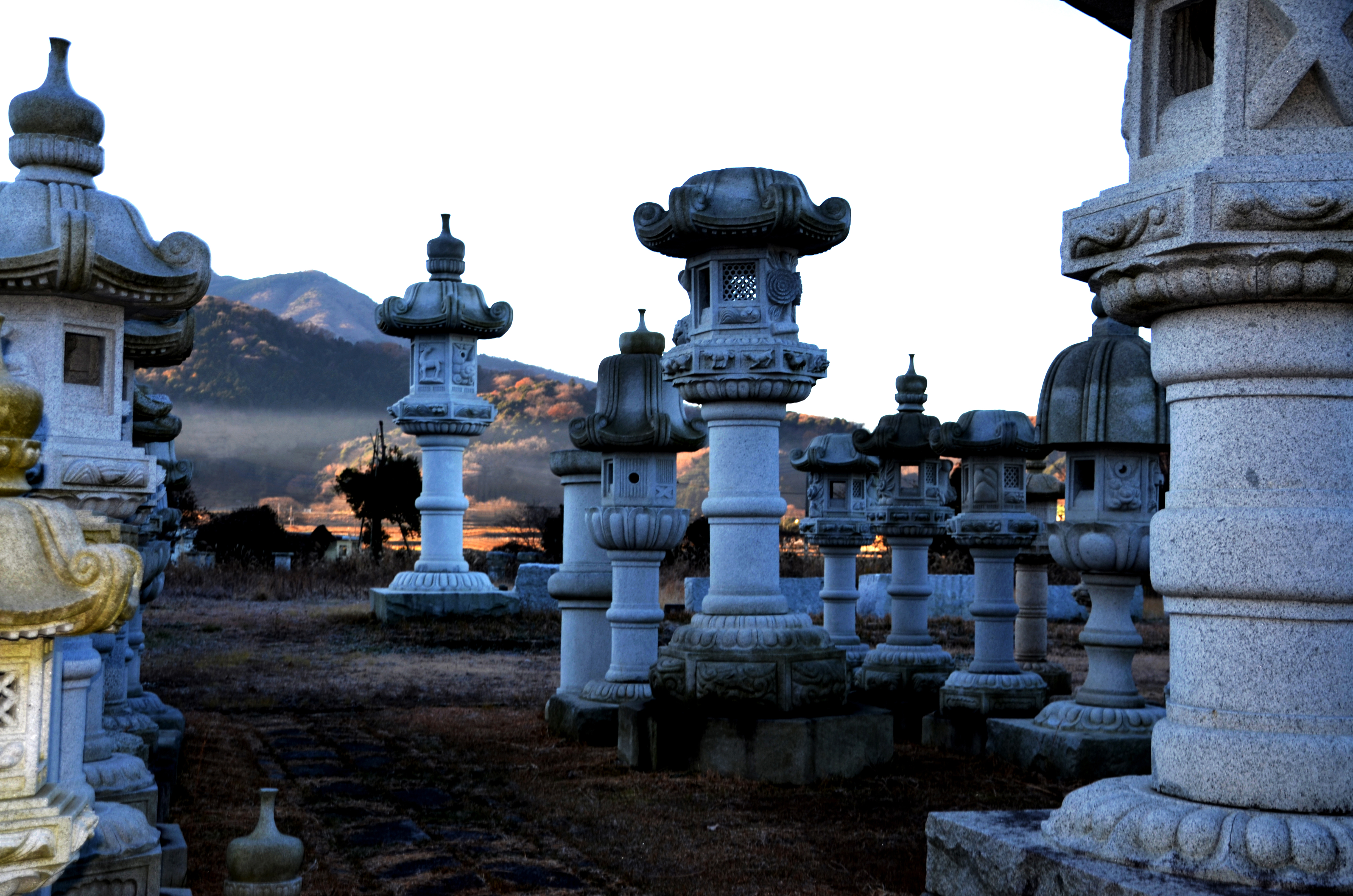
Linternas Piedra de Makabe

En China, los especímenes existentes son muy raros, y en Corea no son tan comunes como lo son en Japón, donde fueron originalmente utilizadas en los templos budistas para iluminar en hileras los caminos.
Durante el Periodo Heian (794-1185), pasaron a ser usados en santuarios shintoistas y en las residencias privadas.

## Jardín japonés
Con el desarrollo de la cultura del jardín japonés, las linternas de piedra comenzaron a instalarse en los jardines con fines de apreciación.